# Geraldine James
Geraldine James (Order of the British Empire) nacida el 6 de julio de 1950, es una actriz inglesa, conocida por ser parte del elenco de Anne with an E, interpretando a Marilla Cuthbert.

## Biografía
James nació en Maidenhead, Berkshire, de una madre enfermera y padre cardiólogo.  Fue educada en Downe House, una escuela independiente para niñas en Newbury, Berkshire, donde era conocida como Gerry Thomas. Después de graduarse del Drama Centre London en 1973, comenzó su carrera en el teatro de repertorio. El 17 de enero de 1977 conoció a su esposo Joseph Blatchley, en una fiesta.

## Trayectoria
James ha sido nominada cuatro veces al premio BAFTA TV a la mejor actriz; por Dummy (1977), The Jewel in the Crown (1984), Band of Gold (1995) y The Sins (2000). Nominada al premio Tony a la mejor actriz en una obra de teatro y ganó el premio Drama Desk a la mejor actriz en una obra de teatro. También ganó la Copa Volpi a la mejor actriz en el Festival de Cine de Venecia de 1989 por She's Been Away. Sus créditos cinematográficos incluyen Gandhi (1982), The Tall Guy (1989), Sherlock Holmes (2009), Alice in Wonderland 2010), La chica del dragón tatuado (2011) y 45 años (2015). Desde 2017, ha protagonizado la serie de Netflix Anne with an E como Marilla Cuthbert y la película de 2019 Downton Abbey como Queen Mary.
El director de teatro Peter Hall dijo que James se encuentra entre las grandes actrices inglesas clásicas.

## Filmografía

### Cine
- The Dumb Waiter (1979) como Sally
- Bloody Kids (1980) como Ritchie's Wife
- Dulce William (1980) como Pamela
- Gandhi (1982) como Mirabehn
- The Tall Guy (1989) como Carmen
- The Wolves of Willoughby Chase (1989) como Señora Gertrude Brisket
- Prince of Shadows (1991) como Rebecca Osorio
- If Looks Could Kill – Teen Agent, (1991) como Vendetta Galante
- The Bridge (1992) como Mrs Todd
- Words Upon the Window Pane (1994) como Mrs. Henderson
- Moll Flanders (1996) como Edna
- The Man Who Knew Too Little (1997) como Dr.  Ludmilla Kropotkin
- La súplica del amante (2001) como Madre
- An Angel for May (2002)
- Calendar Girls (2003) como Marie
- La abadía de Northanger (2007) como narradora
- Sherlock Holmes (2009) como Mrs Hudson
- Alicia en el país de las maravillas (2010) como Lady Ascot
- Made in Dagenham (2010) como Connie
- The Girl with the Dragon Tattoo (2011) como Cecilia Vanger
- Arthur (2011) como Vivienne Bach
- Sherlock Holmes: Juego de sombras (2011) como Mrs Hudson
- 45 años (2015) como Lena
- Alicia a través del espejo (2016) como Lady Ascot
- Rogue One: una historia de Star Wars (2016) como Jaldine Gerams (Blue 3)
- Daphne (2017)
- Megan Leavey  (2017) como La veterinaria
- Beast (2017)
- Downton Abbey (2019)[3] como Mary of Teck

### Televisión
- The Sweeney: Pay Off  (1976)  como Shirley Glass
- Dummy (1977) como Sandra X
- The History Man (1980) como Barbara Kirk
- I Remember Nelson (1981) como Emma Hamilton
- The Jewel in the Crown (1984) como Sarah Layton
- Blott on the Landscape (1985) como Lady Maud Lynchwood
- Inspector Morse: Who Killed Harry Field (1991) como Helen Field
- A Doll's House (1992) como Kristine Linde
- Band of Gold (1995–1997) como Rose Garrety
- Kavanagh QC (1995–1999) como Eleanor Harker QC
- Rebecca (1997) como Beatrice
- Little Britain como Mother of Harvey Pincher (cameo)
- The Sins (2000) como Gloria Green
- State of Play (2003) como Yvonne Shaps
- Hex (2004) como Lilith Hughes
- He Knew He Was Right (2004) como Lady Rowley
- Agatha Christie's Poirot – After the Funeral, (2005)  como Helen Abernethie
- The Amazing Mrs Pritchard (2006) como Hilary Rees-Benson
- A Harlot's Progress (2006)
- Ancient Rome: The Rise and Fall of an Empire (2006) como Cornelia
- The Last Enemy (2008) como Barbara Turney
- Heist (2008) como Joanna
- Thirteen Steps Down (2012) como Gwendolyn
- Utopia (2013)
- Black Work (2015) como Chief Constable Carolyn Jarecki
- The Five (2016) como Julia Wells
- Anne with an E (2017–2019) como Marilla Cuthbert (adaptación de Ana la de Tejas Verdes)
- Back to Life (2019) como Caroline Matteson
- Silo (2023) como la alcalde Ruth Jahns

### Música
- Narradora en "All the Works of Nature Which Adorn the World" ("Vista", "Ad Astra") Human. :II: Nature. (2020), del grupo finlandés Nightwish

## Teatro
- Portia frente Dustin Hoffman en la producciones en Londres y Broadway de The Merchant of Venice por William Shakespeare.[4][5]
- Hedda Gabler en el Royal Exchange, Manchester- 1993.

## Premios y distinciones
Festival Internacional de Cine de Venecia
| Año  | Categoría                    | Película        | Resultado |
| ---- | ---------------------------- | --------------- | --------- |
| 1989 | Copa Volpi a la mejor actriz | She's Been Away | Ganadora  |